# Atomaria pallidipennis
Atomaria pallidipennis is een keversoort uit de familie harige schimmelkevers (Cryptophagidae). De wetenschappelijke naam van de soort werd in 1903 gepubliceerd door Holdhaus.